# Alertigorgia hoeksemai
Alertigorgia hoeksemai is een zachte koraalsoort uit de familie Anthothelidae. De koraalsoort komt uit het geslacht Alertigorgia. Alertigorgia hoeksemai werd in 2007 voor het eerst wetenschappelijk beschreven door van Ofwegen & Alderslade. 